# Caryanda vittata
Caryanda vittata är en insektsart som beskrevs av Li, T. och Xingbao Jin 1984. Caryanda vittata ingår i släktet Caryanda och familjen gräshoppor. Inga underarter finns listade i Catalogue of Life.